# Woodfordia
Woodfordia es un género con cuatro especies de plantas con flores perteneciente a la familia Lythraceae. 

## Especies
- Woodfordia floribunda
- Woodfordia fruticosa
- Woodfordia tomentosa
- Woodfordia uniflora